# Свети Доминго од Силоса
Свети Доминго је насеље и општина смештена у провинцији Бургос и припада Аутономној покрајини Кастиља и Леон (Шпанија), округу Ла Деманда (шп. La Demanda), и такорећи срезу Салас де Лос Инфантес (шп. Salas de los Infantes), чије име носи и прва градска општина.

Туристички представља део „Троугла Арлансе“ (шп. Triángulo del Arlanza) заједно са суседним насељима, Лермом и Коварубијасом. Штавише, део је тзв. Сидовог пута (шп. Camino del Cid). Поједини научници забележили су да је манастир Светог Доминга од Силоса повезан са Сидовом причом, будући да су Родриго Дијас де Вивар (шп. Rodrigo Díaz de Vivar) и његова супруга Химена (шп. Jimena) донирали део своје заоставштине манастиру, 1081. - године када је Сид био прогнан манастир се још увек градио.

## Историја
Манастир се налази на источној страни мале долине која се налази у великој Месети Кастиље. Први документ који говори о томе је из 954. године и ту се долина налази под именом долина Табладиља (шп. Valle de la Tabladillo). 
Живот у овом манастиру датира још из времена паристорије и данас нам је познат захваљујући археолошким ископинама. Манастирски живот у читавој долини, посебно у Силосу, почео је највероватније у време шпанске Реконкисте, крајем 9. века, у облику монашко-породичних фарми. Због пустошења Алкансора, манастир запада и у материјалну и у духовну декаденцију. Ипак, захваљујући краљу Фернанду I од Кастиље, и даље постоји. Краљу су доделили звање игумана Силоса, и у своје 32 године, он рестауира манастир и поставља га на ноге. Умро је 20. децембра 1073. године, канонизован је 1076. и проглашен је за свеца. Од 1512. манастир постаје модернији, када се придружује бенедиктанској заједници Ваљадолида (шп. Valladolid), тако што добија оградни зид, појединачне ћелије за монахе, капелу...

У новембру 1835. прекида се монашки живот и отпушта се заједница на наредних 45 година. Срећом,18. децембра 1880. године, група бенедиктанских монаха из Француске вођена од стране монаха Дон Илдефонса Гепина (шп. Dom Ildefonso Guépin), спасила је манастир потпуне катастрофе нашавши уточиште у њему. Ови монаси су самостално рестауирали манастир и тако су успели да обнове културне остатке. Пронашли су 14 средњовековних рукописа и средњовековне дипломе, као и доста тога из модерог времена.
Од тада па све до данас заједница манастира Силос има велику животност. Захваљујући својим литургијским прославама, доприносима култури итд. основали су неколико нових зграда у Шпанији и Хиспанској Америци (Мексико и Аргентина). Такве су Естибалис (шп. Estíbaliz) у Алави (шп. Álava), Монсерат у Мадриду (шп. Monserrat de Madrid), Лејре (шп. Leyre) у Навари (шп. Navarra)...
Овај манастир данас заузима битно месту у Бенедиктанском реду, као и у шпанској цркви.

## Изглед манастира
Када говоримо о спољашњем изгледу, манастир поседује цркву на северу, јужно крило или стамбени простор са ћелијама за монахе. Овај простор је претрпео велики пожар 1970. године па је смањен. Међутим, рестауиран је 1971—1972. године уз планирање и континуирано праћење радова од стране архитеката Алберта Гарсије Хила (шп. Alberto García Gil) и Хулије Фернандес де Калеје (шп. Julia Fernández de Caleya). Од тада, Силос је велики историјски функционални манастир.

## Књижевни значај
Током 10. века, заједница монаха у Силосу је радила у свом скрипторијуму (писарска радионица у средњовековним манастирима) одакле се чувају три дела: „Касијанове конференције“ (шп. Las conferencias de Casiano) из 928. године, „Коментар о владавини Светог Бенита“ (шп. Comentario a la Regla de San Benito) из 945. године. Већ су поменути бенедиктански монаси који су пронашли 14 средњовековних рукописа, средњовековне дипломе, као и доста тога из модерног времена. Ипак, од посебног значаја је рукопис из 970. године, а то су глосе.
Библиотека овог манастира данас чува око 60 000 томова, укључујући инкунабуле, рукописе и свитке. Свети Доминго од Силоса је значајан за Спев о Сиду као и манастир Свети Педро од Кардење (шп. San Pedro de Cardeña).

## Глосе
Глосе представљају скуп лингвистичких напомена које се додају на маргину или између редова латинских текстова како би били јаснији. Представљају почетак шпанске књижевности јер пре тога није постојала ниједна књига нити спис који је писан на чистом романском језику. Порнађене су у 10. веку у два манстира: Свети Милан од Когоље (шп. San Millán de la Cogolla) и Свети Доминго од Силоса (шп. Santo Domingo de Silos), па тако разликујемо (шп. glosas Emilianenses) и (шп. glosas Silenses). Постоји 368 глоса које се појављују на 15 папира.
Обиље глоса на тако мало папира, као у случају глоса Силоса, одликује се одлучном жељом да се преведу најзначајније латинске речи на нови језик који је тада у употреби. Примењујући латински правопис на нови језик, монах који је писао глосе, поставио је један нови експеримент који је прихваћен и који се примењивао.

## Glosas silenses
Ове глосе се могу наћи у рукопису Адд. 30853 и чувају се у Британској библиотеци у Лондону. Кодекс садржи проповеди, писма и једно покајање, односно, правила и обреде које је користила она особа која се исповеда за изрицање јавне казне.
У овом последњем делу кодекса обилују глосе на маргинама које се истиñу по свом квантитету будући да их има 513 различитих.

## Галерија слика
- Благовести
- Сахрањивање
- Емаусови ученици
- Сумња Светог Томаса
- Двоструки капител првог мајстора
- Четвороструки капител првог мајстора
- Двоструки капител другог мајстора
- Фасада сале са стубовима
- Богородичина врата